# 폴 다노
폴 프랭클린 데이노(영어: Paul Franklin Dano, 1984년 6월 19일 ~ )는 미국의 배우, 영화 감독이다.

## 작품 목록

### 배우
- 미스 리틀 선샤인
- 데어 윌 비 블러드
- 노예 12년
- 루비 스팍스
- 옥자
- 전쟁과 평화
- 더 배트맨 - 에드워드 내슈턴 / 리들러 역
- 덤 머니 - 키스 길 역
- 우주인 - 하누스 역 (목소리)

### 감독
- 와일드라이프